# Vitesse par équipes masculine aux Jeux olympiques d'été de 2000
Navigation
Athènes 2004
La vitesse par équipes masculine aux Jeux de 2000 est disputé par 12 équipes de 3 coureurs.
C'est la première fois que la vitesse par équipes est au programme olympique.
En qualification, le record olympique est successivement battu par la Lettonie, le Japon, la Grande-Bretagne puis la France.

## Résultats

### Qualifications (17 septembre)
Les douze équipes de trois coureurs participent à un tour de qualification. Les huit équipes avec les meilleurs temps se qualifient pour la suite de la compétition alors que les quatre autres reçoivent un rang final basé sur le temps obtenu.
| Rang | Équipe                                                               | Temps           |
| ---- | -------------------------------------------------------------------- | --------------- |
| 1    | France Florian Rousseau Laurent Gané Arnaud Tournant                 | 44 s 400 Q (RO) |
| 2    | Grande-Bretagne Chris Hoy Craig MacLean Jason Queally                | 44 s 659 Q      |
| 3    | Australie Darryn Hill Sean Eadie Gary Neiwand                        | 44 s 719 Q      |
| 4    | Grèce Kleanthis Bargkas Dimitrios Georgalis Lampros Vasilopoulos     | 45 s 207 Q      |
| 5    | Japon Narihiro Inamura Yuichiro Kamiyama Tomohiro Nagatsuka          | 45 s 406 Q      |
| 6    | Lettonie Viesturs Berzins Ivo Lakucs Ainārs Ķiksis                   | 45 s 589 Q      |
| 7    | Slovaquie Peter Bazálik Jaroslav Jeřábek Ján Lepka                   | 45 s 659 Q      |
| 8    | Allemagne Jens Fiedler Stefan Nimke Sören Lausberg                   | 45 s 701 Q      |
| 9    | Espagne José Antonio Escuredo Salvador Melià José Antonio Villanueva | 45 s 799        |
| 10   | Pologne Konrad Czajkowski Marcin Mientki Grzegorz Krejner            | 46 s 186        |
| 11   | République tchèque Pavel Buráň Martin Polak Ivan Vrba                | 46 s 276        |
| 12   | États-Unis Marcelo Arrué Johnny Bairos Jonas Carney                  | 46 s 337        |

### Premier tour
Dans le premier tour qui fait office de demi-finales, les équipes s'affrontent. Les deux gagnantes les plus rapides se qualifient pour la finale. Les deux autres gagnantes se qualifient pour la petite finale et les perdantes reçoivent un rang final selon les temps obtenus pendant ce tour.
| Série | Équipe          | Temps    | Rang |
| ----- | --------------- | -------- | ---- |
| 1     | Grèce           | 45 s 079 | 4    |
| 1     | Japon           | 45 s 264 | 5    |
| 2     | Australie       | 44 s 745 | 3    |
| 2     | Lettonie        | 46 s 525 | 8    |
| 3     | Grande-Bretagne | 44 s 302 | 2    |
| 3     | Slovaquie       | 45 s 523 | 6    |
| 4     | France          | 43 s 034 | 1    |
| 4     | Allemagne       | 45 s 537 | 7    |

### Finales
| Équipe                                                           | Temps    | Rang |
| ---------------------------------------------------------------- | -------- | ---- |
| France Florian Rousseau Laurent Gané Arnaud Tournant             | 44 s 232 | 1    |
| Grande-Bretagne Chris Hoy Craig MacLean Jason Queally            | 44 s 680 | 2    |
| Australie Darryn Hill Sean Eadie Gary Neiwand                    | 45 s 161 | 3    |
| Grèce Kleanthis Bargkas Dimitrios Georgalis Lampros Vasilopoulos | 45 s 332 | 4    |

## Sources
- Résultats
- (en) Track Cycling - Day 2, September 17